# Ferdinando Troya
Ferdinando Troya o Ferdinando Troja (Napoli, 1786 – Napoli, 23 agosto 1861) è stato un politico italiano, primo ministro del Regno delle Due Sicilie dal 1852 al 1859.

## Biografia
Fratello dello storico neoguelfo Carlo Troya (1784–1858), primo ministro costituzionale del Regno delle Due Sicilie nel 1848, e figlio di Michele Troja, Ferdinando Troya si laureò in legge e fu magistrato: dapprima giudice della Gran corte criminale, successivamente presidente del tribunale di Teramo, avvocato generale della Gran corte civile di Catanzaro e di Napoli, infine presidente della Gran corte civile (1848).
Gli incarichi politici gli vennero affidati a partire dal 1849 in governi di indirizzo politico opposto al governo guidato dal fratello. Sintetizzerà Raffaele de Cesare:
(Raffaele de Cesare, La fine di un regno, Vol. 2, Nel lungo tunnel, 2005, ISBN 8872612780, Cap. XV, p. 304)
Fu nominato ministro segretario di stato per il culto e ministro ad interim della pubblica istruzione il 7 agosto 1849 nel governo presieduto da Giustino Fortunato; nello stesso governo sedeva, in qualità di ministro degli interni, suo cognato Pietro D'Urso. Divenne primo ministro il 19 gennaio 1852, dopo che Ferdinando II ebbe licenziato Giustino Fortunato per non averlo informato sulla pubblicazione della requisitoria di Gladstone contro le violazioni delle libertà nel Regno delle Due Sicilie. Fu nominato segretario di stato e presidente del consiglio dei ministri il 19 gennaio 1852 e mantenne la carica finché fu in vita Ferdinando II (22 maggio 1859). Venne infatti sostituito con Carlo Filangieri da Francesco II, e promosso al Consiglio di stato.